# 滇百合
滇百合（学名：Lilium bakerianum），为百合科百合属下的一个种。

## 扩展阅读
維基物種上的相關：滇百合